# Смирнов, Иван Иванович (генерал)
Иван Иванович Смирнов (30 марта (13 апреля) 1901, дер. Низовин, Янская волость, Мологский уезд, Ярославская губерния — 6 мая 1962) — советский военачальник, генерал-майор (13 сентября 1944).

## Начальная биография
Иван Иванович Смирнов родился 30 марта (13 апреля) 1901 года в деревне Низовин ныне Брейтовский район Ярославской области.

## Военная служба

### Гражданская война
4 марта 1920 года призван в ряды РККА и направлен красноармейцем в 29-й запасной стрелковый полк, дислоцированный в Калуге.

### Межвоенное время
В сентябре 1920 года направлен на учёбу в Объединённую военную школу имени ВЦИК, после окончания которой в сентябре 1923 года направлен в 46-й кавалерийский полк (6-я отдельная Алтайская кавалерийская бригада, Туркестанский фронт), в составе которого служил отделенным командиром и командиром взвода. В январе 1925 года переведён в 78-й кавалерийский полк в составе той же бригады, где служил на должностях командира взвода, помощника командира и командира эскадрона. Принимал участие в боевых действиях против басмачества. 9 мая 1927 года 78-й кавалерийский полк передан в состав 11-й Северо-Кавказской кавалерийской дивизии (Северокавказский военный округ). В ноябре 1928 года И. И. Смирнов направлен на учёбу на кавалерийские Краснознамённые курсы усовершенствования командного состава РККА в Новочеркасске, после окончания которых в сентябре 1929 года вернулся в 78-й кавалерийский полк, в составе которого служил политруком и командиром эскадрона.
В январе 1932 года назначен на должность начальника полковой школы в 68-м кавалерийском полку (10-я кавалерийская дивизия), дислоцированном в Новочеркасске, в апреле 1935 года — на должность помощника командира по хозяйственной части 78-го кавалерийского полка в составе той же дивизии.
В августе 1937 года майор И. И. Смирнов переведён в 12-ю кавалерийскую дивизию (Северокавказский военный округ) на должность начальника хозяйственного снабжения, а в декабре — на должность командира 67-го кавалерийского полка. Приказом НКО от 10 августа 1938 года уволен в запас по ст. 43, п. «а», однако через месяц восстановлен в кадрах РККА и назначен на должность помощника командира по строевой части 72-го кавалерийского полка (9-я кавалерийская дивизия, Киевский Особый военный округ). В сентябре — октябре 1939 года, находясь на должности помощника начальника 1-го отделения штаба 5-го кавалерийского корпуса участвовал в ходе похода Красной армии в Западную Украину.
После окончания кавалерийских Краснознамённых курсов усовершенствования командного состава РККА в Новочеркасске подполковник И. И. Смирнов 5 апреля 1941 года назначен на должность командира 136-го кавалерийского полка (9-я кавалерийская дивизия, Одесский военный округ).

### Великая Отечественная война
22 июня 1941 года дивизия заняла оборону по восточному берегу р. Прут с задачей не допустить войска противника на восточный берег северо-западнее Кишинёва и уничтожить железнодорожный и деревянный мосты у дер. Фальчи, где во время приграничного сражения дивизия вела боевые действия вплоть до 19 июля и затем после отрыва от войск противника форсировала р. Днестр. 5 августа дивизия передана в непосредственное подчинение командованию Южного фронтом и в период с 10 по 15 сентября была передислоцирована из Мелитополя в район г. Ромны, где передана в состав конно-механизированной группы генерала П. А. Белова Юго-Западного фронта, после чего участвовала в ходе Киевской оборонительной операции и остановила наступление противника с одновременным захватом переправ через реку Сула. С 28 сентября 9-я кавалерийская дивизия в составе 21-й армии вела боевые действия в районе Шепетовки, однако вскоре передислоцирована в район г. Богодухов, где с 18 по 28 октября вела упорные боевые действия, находясь в подчинении командования Юго-Западного фронта. В конце октября дивизия выведена в резерв Ставки Верховного Главнокомандования и к 9 ноября передислоцирована в район Михнево, Серпухов южнее Москвы, после чего принимала участие в ходе Тульской оборонительной операции, с 25 ноября в составе 50-й армии — в Тульской наступательной операции, а с 25 декабря в составе кавалерийской группы генерала П. А. Белова Западного фронта (1-й гвардейский кавалерийский корпус) — в ходе Калужской наступательной операции. Во второй половине января 1942 года дивизия перешла Варшавское шоссе, после чего действовала в ходе рейда по тылам противника по направлению на Вязьму.
В апреле 1942 года назначен на должность командира 104-й кавалерийской дивизии (Среднеазиатский военный округ). В июне дивизия была расформирована, а полковник И. И. Смирнов зачислен в распоряжение Управления генерал-инспектора кавалерии Красной армии и в ноябре назначен командиром 7-й кавалерийской дивизии (18-й кавалерийский корпус, 1-я Краснознамённая армия, Дальневосточный фронт), которая в период с 27 января по 20 февраля 1943 года была передислоцирована на Центральный фронт и с 14 марта в составе 2-го гвардейского кавалерийского корпуса (65-я армия) вела оборонительные боевые действия в районе г. Севск. 15 апреля дивизия выведена в резерв фронта, а 30 апреля передана в резерв Ставки Верховного Главнокомандования, где к 12 июня была расформирована, а полковник И. И. Смирнов переведён на должность командира 23-й кавалерийской дивизии (15-й кавалерийский корпус, Закавказский фронт), дислоцировавшейся в г. Тавриз (Иран).

### Послевоенная карьера
В мае 1945 года генерал-майор И. И. Смирнов направлен на учёбу на ускоренный курс Высшей военной академии имени К. Е. Ворошилова, после окончания которого в январе 1946 года вернулся на прежнюю должность командира 23-й кавалерийской дивизии, а в октябре 1946 года назначен на должность командира 258-й стрелковой дивизии (Приморский военный округ).
С декабря 1946 года находился в заграничной командировке, исполняя должности старшего советника гражданской администрации в Северной Корее и старшего советника по боевой подготовке Корейской народной армии. После возвращения в СССР с октября 1949 года находился в распоряжении Управления по внешним сношениям Генерального штаба Вооружённых сил СССР и Главного управления кадров Советской Армии.
В июне 1950 года направлен на учёбу на Высшие академические курсы при Высшей военной академии имени К. Е. Ворошилова, после окончания которых в августе 1951 года назначен заместителем командира 12-го горнострелкового корпуса (Северокавказский военный округ).
Генерал-майор Иван Иванович Смирнов 17 мая 1956 года вышел в отставку. Умер 6 мая 1962 года. Похоронен на Ореховском кладбище города Орехово-Зуево (Московская область).

## Награды
- Два ордена Ленина (05.11.1941, 30.04.1945);
- Три ордена Красного Знамени (в том числе 02.09.1950);
- Орден Красной Звезды;
- Медали.

Иностранные награды
- Орден Государственного флага II степени (КНДР; 23.12.1948).